# Ngadisari
Ngadisari is een bestuurslaag in het regentschap Probolinggo van de provincie Oost-Java, Indonesië. Ngadisari telt 1548 inwoners (volkstelling 2010).